# Chafec Chajjim
Chafec Chajjim (hebr. חפץ חיים) – kibuc położony w samorządzie regionu Nachal Sorek, w Dystrykcie Centralnym, w Izraelu.
Leży w Szefeli, w otoczeniu miejscowości Gedera, moszawów Kidron, Bet Chilkijja, Bene Re’em i Chacaw, oraz kibucu Rewadim. Członek Ruchu Kibuców (Ha-Tenu’a ha-Kibbucit).

## Historia
Pierwotna osada powstała w tym miejscu 15 sierpnia 1937, na ziemi zakupionej przez Żydowski Fundusz Narodowy. Była to osada obronna, ogrodzona palisadą z wieżą obserwacyjną. Początkowo nazywała się Sza’ar ha-Negew, a następnie Kefar Szold (na cześć Henrietty Szold, założycielki syjonistycznej organizacji kobiecej Hadassa). Jednakże 13 listopada 1942 mieszkańcy przenieśli się do dolinie Hula, na północy Górnej Galilei. Nowy kibuc także nazywa się Kefar Szold.
Współczesny kibuc został założony 25 kwietnia 1944 przez członków młodzieżowego ruchu Ezra i partii politycznej Po’alej Agudat Jisra’el. Pionierzy pochodzili w większości z Niemiec. Była to pierwsza osada rolnicza założona przez członków partii Agudat Israel. Nazwano ją na cześć rabina Izraela Meira ha-Kohena (1838-1933), który napisał książkę pt. „Chafec Chajjim”.

## Gospodarka
Gospodarka kibucu opiera się na rolnictwie, hodowli bydła i drobiu. Produkuje się tutaj inkubatory.
Firma Bosmat Palace Ltd. produkuje kosmetyki oraz środki pielęgnacji niemowląt. Dodatkowo są tutaj produkowane środki dezynfekujące, które mają zdolność zabijania w kilka sekund wirusów HIV i wirusowego zapalenia wątroby B i C. Środki te są używane w szpitalach i gabinetach kosmetycznych.

## Turystyka
Kibuc oferuje szczególnie wiele atrakcji, w tym ogród drzew oliwnych, wesołe miasteczko i aquapark. Istnieje tutaj możliwość wynajęcia pokojów w hotelu lub zamieszkania w domkach wypoczynkowych. W parku wodnym znajduje się olimpijski basen pływacki, basen kąpielowy z falami morskimi, poskręcane zjeżdżalnie i inne liczne atrakcje.

## Komunikacja
Wzdłuż północnej granicy kibucu biegnie autostrada nr 7  (Gedera-Jad Binjamin), nie ma jednak możliwości wjazdu na nią. Z kibucu wychodzi droga nr 3933 , którą jadąc w kierunku zachodnim dojeżdża się do skrzyżowania z drogą ekspresową nr 40  (Kefar Sawa–Ketura). Lokalna droga prowadząca na wschód dojeżdża do moszawu Bet Chilkijja, a lokalna droga prowadząca na południowy zachód prowadzi do moszawu Bene Re’em i drogi ekspresowej nr 3  (Aszkelon–Modi’in-Makkabbim-Re’ut).